# Mid-Ohio Sports Car Course
Der Mid-Ohio Sports Car Course ist eine Rennstrecke in Morrow County, Ohio (USA). Sie liegt in der Nähe des Dorfes Lexington.

## Geschichte

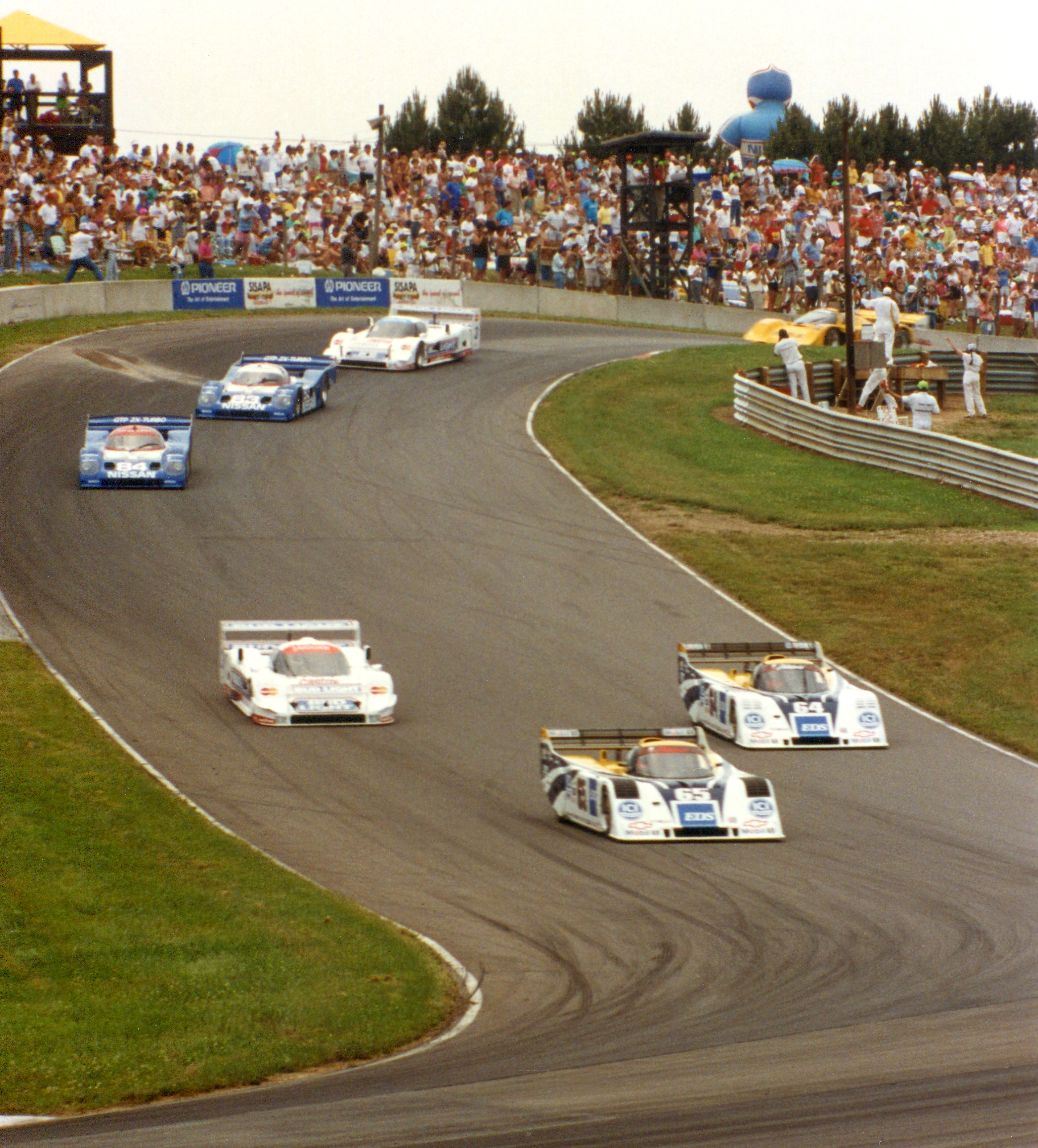
IMSA Rennen in Mid Ohio 1991

Initiator der Strecke war Les Griebling der mit einer Gruppe gleichgesinnter Rennenthusiasten den Kurs ab 1961 als für den Amateursport geeignete Naturrennstrecke auf einem Areal im Morrow County anlegen ließ. Die Strecke wurde 1962 als Straßenkurs mit 19 Kurven und einer Länge von etwa 2,5 Meilen im Uhrzeigersinn eröffnet. Nach nur einem Jahr wurde die Kurvenkombination „Oak Tree Bend“ in der Nordostkurve entfernt, da sie zu langsam war. Sie wurde durch die „Thunder Valley“-Abfahrtsgerade ersetzt, die bis zum heutigen Tag erhalten geblieben ist. Ab 1963 beinhaltete das Layout 15 Kurven bei einer Länge von 3,86 km.
1981 wurde die Strecke an den Geschäftsmann und Rennfahrer Jim Trueman verkauft, der in der Folge umfangreiche Umbauten vornahm. Dazu gehörten zusätzliche permanente Tribünen, Sitzplätze im Stil eines Amphitheaters, Garagen mit Aussichtsbalkonen und mehrere Gebäude wie der Goodyear-Turm sowie ein neu gestalteter Fahrerlagerbereich.
Truemans Ehefrau Barbara und seine Tochter Michelle übernahmen 1986 nach Truemans Tod die Leitung der Anlage und setzten die Verbesserungen an der Strecke im Laufe des Jahrzehnts fort, indem sie die gesamte Strecke neu asphaltierten und verbreiterten und zusätzliche Sicherheitsmaßnahmen wie Reifenstapel, Leitplanken, Sand- und Zementbarrieren, Zuschauer- und Schutzzäune sowie Kiesbetten anlegen ließen.
Zu diesen Änderungen gehörte 1990 auch der Bau einer Abkürzung durch die Schikane, wodurch eine längere Gerade von Kurve eins bis zum „Keyhole“ entstand. Diese Variante der Strecke wurde von da an für die großen Rennserien, darunter auch die IndyCars, bevorzugt.

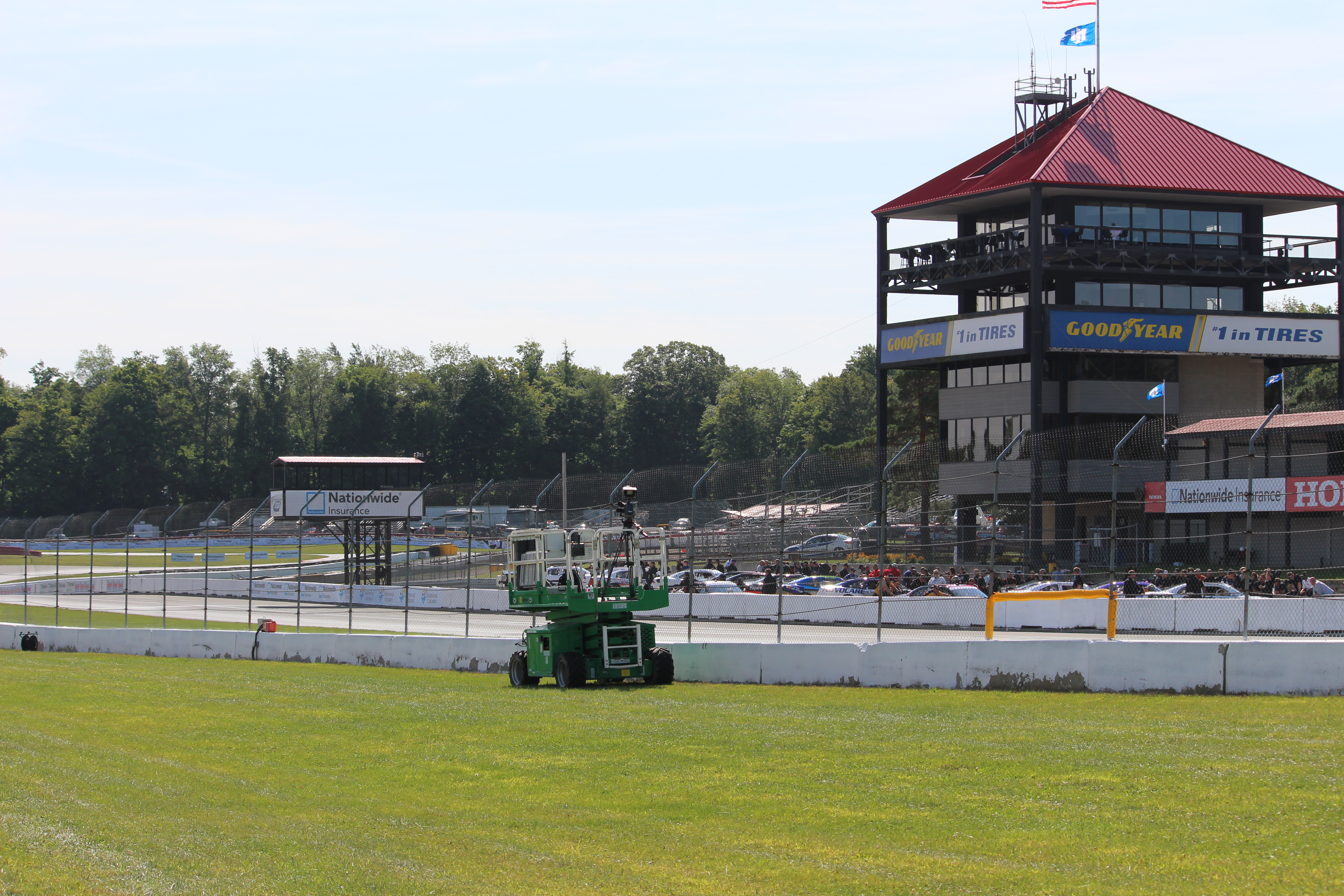
Boxengasse mit Goodyear-Turm und Ziellinie

2006 wurde die Strecke erneut einer umfassenden Renovierung unterzogen. Strecke und die Boxengasse wurden komplett neu asphaltiert, wobei die Betonflächen in den Kurven entfernt und auf dem gesamten Kurs einheitliche Randsteine angebracht wurden. Außerdem wurden neue Kurzanbindungen im Keyhole-Abschnitt der Strecke angelegt, um drei verschiedene Straßenkurs-Konfigurationen zu ermöglichen, von denen zwei gleichzeitig gefahren werden können. Gleichzeitig wurde auch ein Motocross-Kurs südlich der Strecke angelegt.
Am 2. März 2011 wurde bekannt gegeben, dass die Strecke von Truesports durch Green Savoree Racing Promotions erworben wurde, die auch die IndyCar-Straßenkurse in St. Petersburg und Toronto vermarkten.
2019 erfolgte die Anlage eines Rallycross-Kurses im Bereich des Keyhole der von der amerikanischen Rallycross-Serie ARX benutzt wurde. Im Oktober 2023 erfolgte die bislang letzte Neuasphaltierung der Strecke.

## Streckenbeschreibung
Der Kurs ist als FIA Grade 2 Strecke homologiert. Der hintere Teil der Strecke erlaubt Geschwindigkeiten von bis zu 320 km/h (200 mph). Eine separate Startlinie und eine Flaggenstange befinden sich auf der Gegengeraden, um sicherere und wettbewerbsfähigere Rollstarts zu ermöglichen. Die reguläre Start-/Ziellinie befindet sich auf der Boxengeraden.
Die 2,25 Meilen lange Variante wird für alle Automobilveranstaltungen genutzt. Für Motorräder existiert eine verkürzte Streckenführung mit einer Kehre nach Turn 1.

## Veranstaltungen

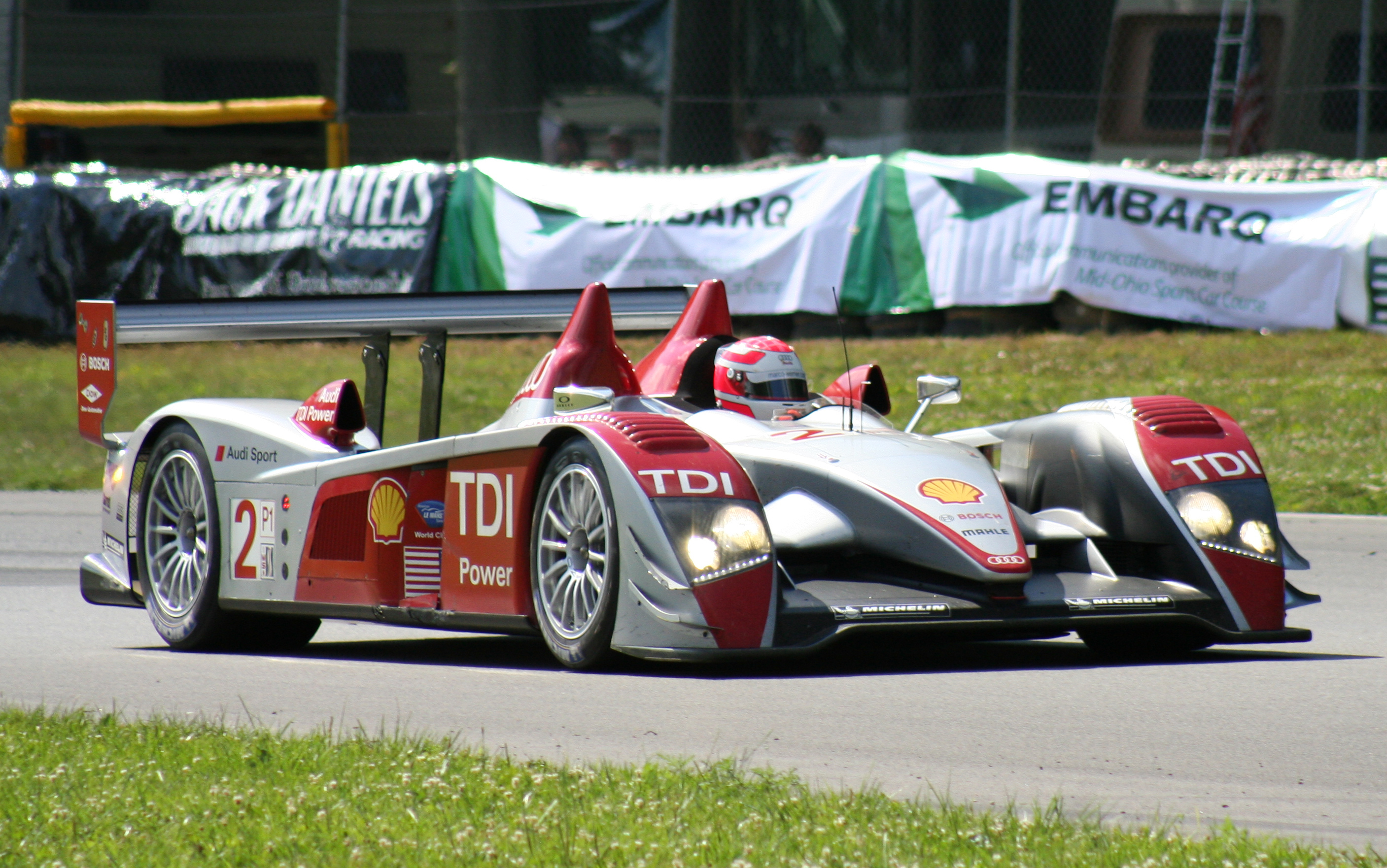
Audi R10 von Marco Werner auf dem Mid Ohio Sports Car Course

Über Jahre hinweg war die CART-Serie regelmäßiger Gast auf der Strecke, bis diese durch die IndyCar Series abgelöst wurde. Auch die IMSA WeatherTech SportsCar Championship und die US-amerikanische Superbike-Meisterschaft machen regelmäßig hier Station.
Bis dato (Stand Ende 2023) gastierten die folgenden Rennserien auf dem Mid Ohio Sports Car Course (Auswahl):
Aktuell:
- Trans-Am Series: 1967–1972, 1982–1983, 1985–1994, 1997–1999, 2001–2002, 2009, 2012–2023; 36 Rennen; PERMCO Grand Prix of Mid-Ohio
- Indy Lights Series: 1986–1994, 2000–2001, 2007–2010, 2013–2019, 2021–2023; 35 Rennen; INDY NXT by Firestone Grand Prix at Mid-Ohio
- NTT IndyCar Series: 2007–2023; 18 Rennen; Honda Indy 200 at Mid-Ohio
- ARCA Menards Series: 2021–2023; 3 Rennen; Zinsser SmartCoat 150
- Nascar Craftsman Truck Series: 2022–2023; 2 Rennen; O’Reilly Auto Parts 150 at Mid-Ohio

Ehemalige Rennen:
- MotoAmerica Superbike Championship: 1983–2014; 31 Rennen;
- CART: 1980, 1983–2003; 22 Rennen; Champ Car Grand Prix of Mid-Ohio
- Rolex Grand-Am Sports Car Series: 1998–2001, 2003–2013: 16 Rennen; Diamond Cellar Classic
- American Le Mans Series: 2001–2002, 2004–2012; 11 Rennen; Mid-Ohio Sports Car Challenge
- NASCAR Xfinity Series: 2013–2019, 2021; 8 Rennen; B&L Transport 170
- IMSA WeatherTech SportsCar Championship: 2018–2022; 5 Rennen; Lexus Grand Prix at Mid-Ohio

## Statistik

### Alle Sieger der ALMS-Rennen in Mid-Ohio
| Jahr | Sieger                        | Team                            | Fahrzeug                 | Name der Veranstaltung        |
| ---- | ----------------------------- | ------------------------------- | ------------------------ | ----------------------------- |
| 2001 | David Brabham Jan Magnussen   | Panoz Motorsports               | Panoz LMP-1              | American Le Mans at Mid-Ohio  |
| 2005 | Butch Leitzinger James Weaver | Dyson Racing                    | Lola B01/60-AER          | American Le Mans at Mid-Ohio  |
| 2006 | Romain Dumas Timo Bernhard    | Penske Racing                   | Porsche RS Spyder        | American Le Mans at Mid-Ohio  |
| 2007 | Romain Dumas Timo Bernhard    | Penske Racing                   | Porsche RS Spyder        | Acura Sports Car Challenge    |
| 2008 | Lucas Luhr Marco Werner       | Audi Sport North America        | Audi R10 TDI             | Acura Sports Car Challenge    |
| 2009 | Gil de Ferran Simon Pagenaud  | Fernández Racing                | Acura ARX-02a            | Acura Sports Car Challenge    |
| 2010 | Chris Dyson Guy Smith         | Dyson Racing                    | Lola B09/86              | Mid-Ohio Sports Car Challenge |
| 2011 | Lucas Luhr Klaus Graf         | Muscle Milk Aston Martin Racing | Lola-Aston Martin B08/62 | Mid-Ohio Sports Car Challenge |
| 2012 | Lucas Luhr Klaus Graf         | Muscle Milk Pickett Racing      | HPD ARX-03a              | Mid-Ohio Sports Car Challenge |

### Alle Sieger der CART & IndyCar-Rennen in Mid-Ohio
siehe Liste in: Honda Indy 200 at Mid-Ohio

## Weblinks

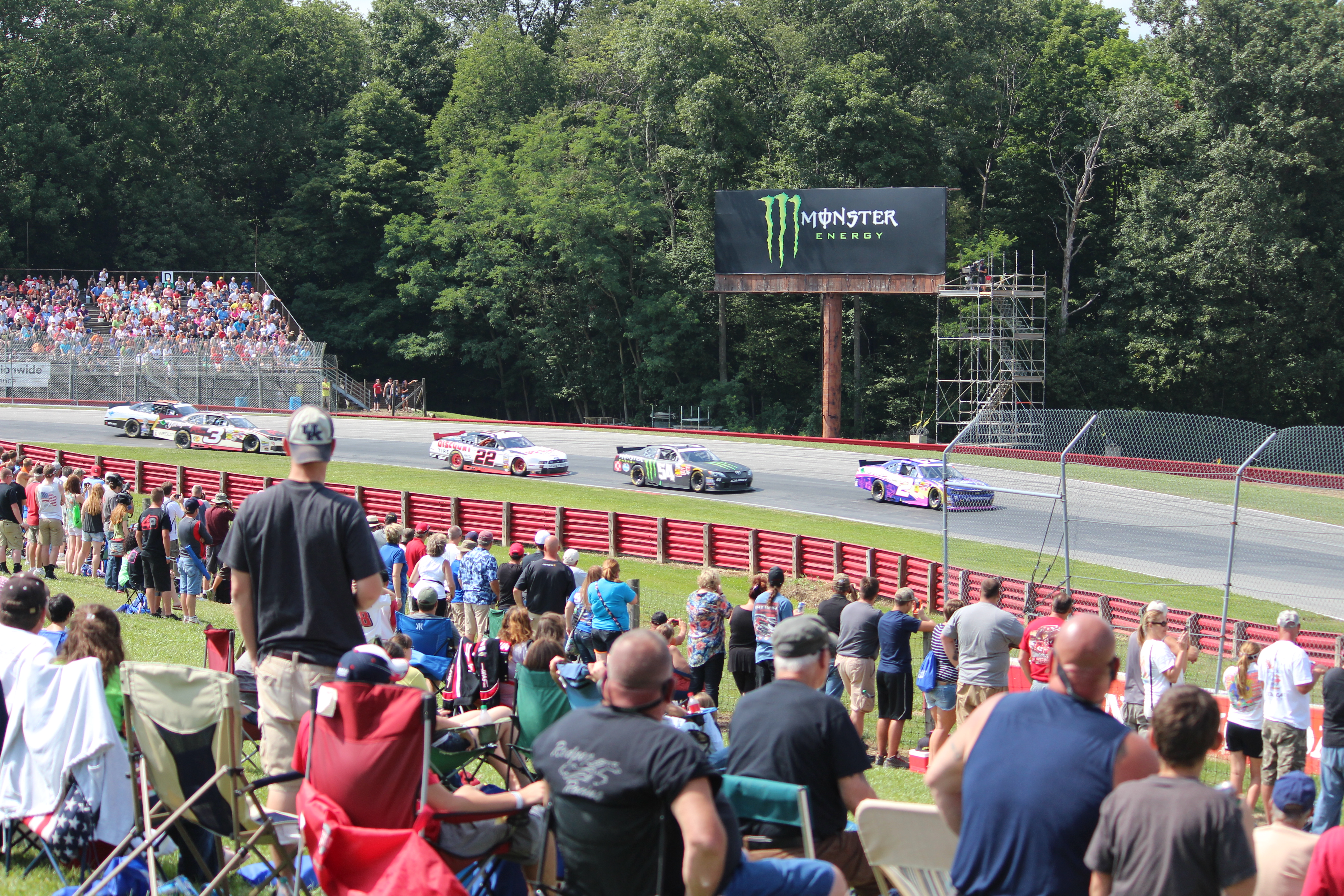
Eingang in die Esses